# Dean Butterworth
Pour les articles homonymes, voir Butterworth.
Dean Butterworth, né le 26 septembre 1966 à Rochdale (Lancashire) en Angleterre, est le batteur du groupe Good Charlotte
Il part vivre aux États-Unis à l'âge de dix ans et commence à apprendre la batterie à l'âge de 13 ans. 
C'est aussi lui qui joue de la batterie dans le dernier album de The Used.
De 1997 à 2001 il officie au sein de "The Innocent Criminals" avec Ben Harper.

## Discographie
- 2007 : Good Morning Revival
- 2008 : Greatest Remixes
- 2010 : Greatest Hits
- 2010 : Cardiology
- 2016 : Youth Authority
- 2018 : Generation Rx